# Geositta crassirostris
A Geositta crassirostris a madarak (Aves) osztályának verébalakúak (Passeriformes) rendjébe és a fazekasmadár-félék (Furnariidae) családjába tartozó faj.

## Rendszerezése
A fajt Philip Lutley Sclater angol ornitológus írta le 1866-ban.

## Alfajai
- Geositta crassirostris crassirostris P. L. Sclater, 1866
- Geositta crassirostris fortis Berlepsch & Stolzmann, 1901[2]

## Előfordulása
Az Andok hegység Csendes-óceán felőli lejtőin, Peru területén honos. A természetes élőhelye a szubtrópusi és  trópusi magaslati cserjések.

## Megjelenése
Átlagos testhossza 18 centiméter, testtömege 49-54 gramm.

## Életmódja
Ízeltlábúakkal táplálkozik, de néha magvakat is fogyaszt.

## Természetvédelmi helyzete
Elterjedési területe nem nagy, egyedszáma csökkenő, de még nem tűnik kritikusnak. A Természetvédelmi Világszövetség Vörös listáján nem fenyegetett kategóriában szerepel a faj.

## Külső hivatkozások
- Képek az interneten a fajról
- Internet Bird Collection - videók a fajról
- Xeno-canto.org - a faj hangja és elterjedési területe